# Meritocracia
La meritocracia (término proveniente del latín merĭtum ‘debida recompensa’, a su vez de mereri ‘ganar, merecer’; y el sufijo -cracia del griego krátos, o κράτος en griego, ‘poder, fuerza’) o gobierno de los merecedores o gobierno de los mejores es una forma de gobierno basada en el mérito. Las jerarquías son conquistadas por el mérito, y hay predominio de valores asociados a la valoración de la capacidad individual frente a los demás y por tanto del espíritu competitivo frente al modelo de perpetuación de las jerarquías de poder por el nacimiento y la herencia.
El modelo ideal meritocrático de organización social promovería a los individuos considerados mejores en los diferentes cuerpos sociales: políticos y económicos, escuela, universidad, instituciones civiles o militares, mundo del trabajo, administraciones, Estado.
Por extensión, «meritocracia» hace referencia a la selección social o jerarquización social por la valoración de un tipo de méritos (meritaje) para el desempeño de puestos de gobierno, laborales, económicos y sociales.
Sin embargo, se identifican fallas a la meritocracia y su importancia en la jerarquización social. En las meritocracias no ideales, la evolución de los sistemas de cooptación son generadoras de desigualdad social y desigualdad económica y consolidación social de las jerarquías y los privilegios, es decir, del statu quo.

## Meritocracia y meritaje
La meritocracia o gobierno de los considerados mejores que accederían a los altos puestos de gobierno del Estado, tanto políticos como burocráticos y económicos por procesos meritocráticos oligárquicos y no democráticos no debe confundirse con el meritaje o selección por méritos para puestos de la administración pública o puestos en empresas privadas. La meritocracia es criticada por su carácter antidemocrático y elitista y ser generadora de desigualdad social y desigualdad económica y consolidación social de las jerarquías y los privilegios, es decir del statu quo.

## Orígenes y definición
En sus orígenes, la meritocracia supuso un cambio revolucionario ya que acabó con los sistemas aristocráticos que han dominado la historia de la humanidad ya que la aristocracia (militar, nobleza, sacerdotal, etc.) detentaba unos privilegios que se heredaban de generación en generación por una mera cuestión de clase, de raza, de casta o de género. La meritocracia supuso el reconocer la valía de personas que no pertenecían a esos grupos. En ese sentido la meritocracia ayudó a desmantelar la jerarquía aristocrática.
Los primeros indicios de este mecanismo se remontan a la antigüedad, en China. Confucio y Han Fei son dos pensadores que propusieron un sistema próximo al meritocrático. También pueden ser citados Gengis Kan y Napoleón Bonaparte; cada cual utilizó en su vida y en la política de sus estados elementos de la meritocracia. La república ideal de Platón es otro claro ejemplo de meritocracia.
Richard Sennett considera que la meritocracia en el siglo XVII, frente a la compra o herencia de los puestos de mando habitual en el Antiguo Régimen, fue considerada como igualitaria, ya que creían que la mayoría de las personas es capaz de realizar un buen trabajo, a condición de tener una buena formación y contar con un comienzo justo, es decir la meritocracia estaba abierta a todos, por lo menos teóricamente. Pero posteriormente el mérito individual experimentaría un gran giro, puesto que se constató que no se daban las condiciones iniciales de buena formación ni de un comienzo justo y además se consideraba que los resultados desiguales se debían a las cualidades personales. Es decir, los 'elegidos' son los mejores y los demás son descartados sin atender a su origen y formación por lo que la situación de desigualdad ha vuelto a aparecer.
La palabra meritocracia quizá aparezca por primera vez en el libro Rise of the meritocracy, de Michael Young (1958). Allí se la cargaba de contenido negativo, ya que la historia trataba de una sociedad futura en la cual la posición social de una persona era determinada por el coeficiente intelectual y el esfuerzo. Young utilizó la palabra mérito en un sentido peyorativo, diferente al común o aquel usado por los defensores de la meritocracia. Para estos, mérito significaría habilidad, inteligencia y esfuerzo (una crítica común a la meritocracia es la ausencia de una medida específica de esos valores y la arbitrariedad de las elecciones).
El principal argumento a favor de la meritocracia es que proporciona mayor eficiencia que otros sistemas jerárquicos, dado que las distinciones no se hacen por sexo o raza ni por riqueza o posición social, entre otros factores biológicos o culturales. El mérito del esfuerzo individual se entiende como un criterio más justo que otros para la distribución de los premios y las ventajas sociales asociadas.
Conforme a lo que el sufijo -cracia indica, la meritocracia es, estrictamente hablando, un sistema de gobierno basado en la habilidad (mérito) en vez de la riqueza o posición social. En este contexto, mérito significa básicamente ‘inteligencia‘ y ‘esfuerzo’, mientras que la palabra meritocracia es ahora muy usada para describir un tipo de sociedad donde la riqueza, los ingresos y la clase social son designados por competición, asumiéndose que los vencedores merecen tales ventajas. Consecuentemente, la palabra adquirió una connotación de darwinismo social; se usa para describir sociedades agresivamente competitivas, con grandes diferencias de ingresos y riqueza, en contraste con las sociedades igualitarias.
Gobiernos y organismos meritocráticos enfatizan el talento, la educación formal y la competencia, en lugar de las diferencias existentes como clase social, etnia o sexo. En la práctica, las investigaciones sobre movilidad social indican que todos estos criterios supuestamente neutros favorecen a los hijos de los que ya son privilegiados de algún modo.
En una democracia representativa, donde el poder estaría en las manos de los representantes electos, los elementos meritocráticos se incluyen en el uso de consultores especializados para ayudar a la formulación de políticas y en un servicio civil meritocrático para implementar dichas consultorías. El problema perenne de la defensa meritocrática es definir en forma precisa qué se entiende por mérito.

### Estados meritocráticos y meritaje
La meritocracia está asociada, por ejemplo, al estado burocrático que basa sus sistemas de acceso mediante el meritaje, siendo la forma por la cual los funcionarios estatales son seleccionados para sus puestos de acuerdo con su capacidad (a través de concursos, pruebas y oposiciones, por ejemplo). O también más comúnmente asociado a los exámenes de ingreso o evaluación en las escuelas, en las cuales no hay discriminación entre los alumnos en cuanto a las preguntas o temas propuestos. Así, la meritocracia también indica posiciones conseguidas por mérito personal.
Aunque la mayoría de los gobiernos están basados en parte en la meritocracia, esta no se expresa de forma pura en ningún lugar. Gobiernos como el de Singapur o el de Finlandia utilizan estándares meritocráticos para la elección de autoridades, aunque mezclados con otros. Un modelo próximo a la meritocracia puede ser la jerarquía militar, en la cual teóricamente los puestos se obtienen por adecuación a ciertos valores.
En Ecuador fue creado el Instituto Nacional de la Meritocracia, adscrito al Ministerio de Relaciones Laborales.
A pesar de su intento de aplicación en diversas partes del mundo muchos investigadores, y expertos en el tema consideran la meritocracia como una redistribución de las oportunidades de estar en la clase privilegiada y no como dinámica que tenga como finalidad recompensar a las personas sobre la base de su esfuerzo para estar en la posición que tienen actualmente. Esta creencia tiene mayor popularidad en países ya sea con bajos recursos o con mayor porcentaje de índice de injustica, como es el caso de los países de Latinoamérica y algunas regiones de África.

### Meritocracia en China y Francia
En la China antigua existía un sistema de exámenes imperiales para el reclutamiento de los mandarines. Los estudiantes eran preparados a través del estudio obligatorio de obras clásicas de las cuales las más antiguas se atribuyen a Confucio (551 - 479 aC), maestro de los letrados, que privilegió la enseñanza y los ritos para la formación del "hombre bueno" destinado a servir al Estado. El método, utilizado por ejemplo en la Academia Hanlin, era meritocrático en principio: consistía en la selección de "talentos" más bien por el esfuerzo personal que por el origen social de los candidatos. Este sistema, generalizado en el siglo XIV bajo la dinastía Ming para luchar contra la aristocracia, fue abolido en 1905, hacia el final de los Qing. Algunos investigadores sostienen que el método habría inspirado directamente la introducción de "los procedimientos psicológicos para la selección y evaluación de los funcionarios en Inglaterra y otros países europeos".
En Francia, el reclutamiento por competencia en el servicio público y las grandes écoles se inspira en el sistema de exámenes imperiales, traídos de China por los jesuitas, que lo habían adoptado en sus escuelas. De 1704 a 1711, Voltaire fue estudiante en los Jesuitas, en el colegio Louis-le-Grand. Escribió en 1770: "la mente del hombre no puede imaginar un gobierno mejor que el de China, donde todos los poderes están en manos de una burocracia cuyos miembros han sido admitidos después de exámenes muy difíciles"; "China es un país que premia la virtud y alienta el mérito: un campesino honesto y pobre se hace mandarín". 
Para Murat Lama, autor de Lee Kuan Yew, Singapur y el renacimiento de China (2016), es a través de su compromiso con la meritocracia mandarina como Voltaire ha influido más en la revolución francesa. En 1794, el Conservatorio Nacional de Artes y Oficios, la Escuela Normal y la Escuela Politécnica, creada por la Convención, se abrieron para "reclutamiento competitivo sobre la base del mérito individual". Para estar "en línea con el ideal republicano".
Benjamin Elman, profesor de historia de Asia del Este, inspirado en el análisis de Bourdieu y Passeron, comenta sobre la meritocracia imperial china, como lo han hecho los sociólogos para el período contemporáneo: "[ella ] fue también la fuente de profundas desigualdades sociales.

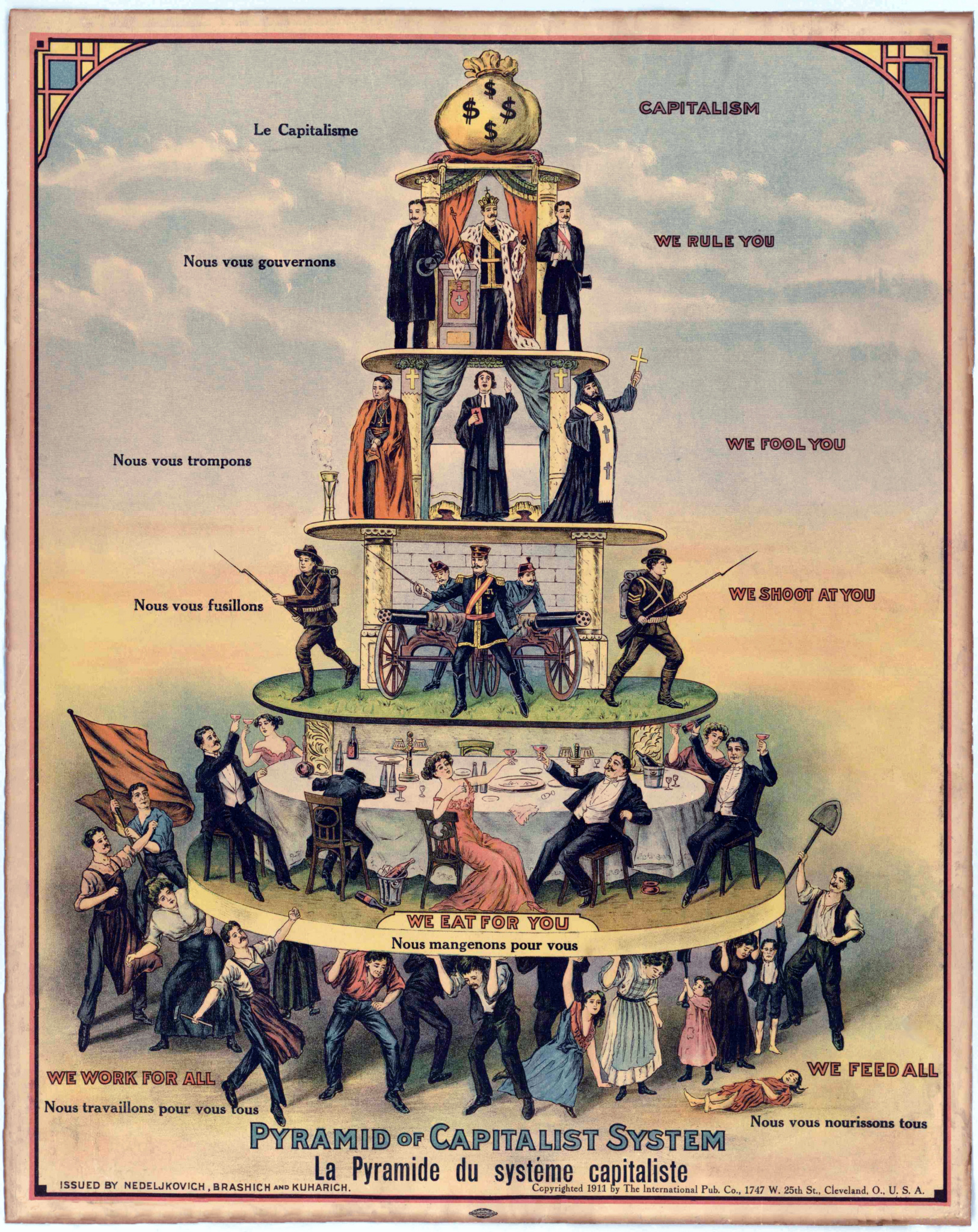
Pirámide del Sistema Capitalista: en la cúspide el dinero (Póster de 1911 de Industrial Workers of the World) El póster representa una sociedad estratificad y jerarquizada socialmente en la que las élites son 'soportadas' por el resto de la sociedad.

### Meritocracia en España
El psiquiatra Antonio Vallejo-Nájera (1889-1960) jefe de los Servicios Psiquiátricos Militares de la dictadura franquista, le fue encargado un estudio eugenésico que demostrase la inferioridad mental de las personas de ideología marxista partidarios de la igualdad social y política. Algunas de las conclusiones del estudio realizado por Vallejo-Nájera son las siguientes:

La inferioridad mental de los partidarios de la igualdad social y política o desafectos: «La perversidad de los regímenes democráticos favorecedores del resentimiento promociona a los fracasados sociales con políticas públicas, a diferencia de lo que sucede con los regímenes aristocráticos donde sólo triunfan socialmente los mejores».

Además de argumentar las bases biológicas de las opciones políticas, sus textos contribuyeron a fomentar la idea de la inferioridad de las mujeres: 

A la mujer se le atrofia la inteligencia como las alas a las mariposas de la isla de Kerguelen, ya que su misión en el mundo no es la de luchar en la vida, sino acunar la descendencia de quien tiene que luchar por ella.

## Críticas a la meritocracia
Las críticas a la meritocracia ofrecen varios argumentos. Por un lado se critica la falsedad de las premisas, selección por mérito, ya que la decisión sobre quienes son los mejores se determina por la propia estructura creada de valoración social de una determinada sociedad o grupo social por lo que es subjetiva y coyuntural; por otro lado se argumenta la ausencia de igualdad de oportunidades reales para que todos los ciudadanos puedan competir o alcanzar su potencial ya que las circunstancias sociales -origen (familiar y nacional), sociedad, riqueza- son determinantes- y por último, la exclusión, dependiendo de las sociedades y países, de numerosos grupos: discapacitados, emigrantes, extranjeros, mujeres, jóvenes, viejos, enfermos, que son excluidos o apartados de cualquier reconocimiento. Las críticas podrían resumirse en la siguiente sentencia: la meritocracia es un sistema de legitimación de los privilegios heredados. Carlos J. Gil Hernández critica la meritocracia al advertir que las circunstancias familiares (desde el nacimiento se dan las desigualdades) y sociales son decisivas para el ascenso social y la realidad es que la desigualdad social es la que marca la expectativa del mérito y la proyección social final. Para Gil Hernández el funcionamiento de la meritocracia reproduce la desigualdad social.

### Crítica de Max Weber
Max Weber, en su libro de 1921 Economía y sociedad. Esbozo de sociología comprensiva (Wirtschaft und Gesellschaft. Grundriß der verstehenden Soziologie), advertía cómo el mérito o más bien la creencia en el propio mérito se contraponía a la culpa y responsabilidad de aquellos que tenían una peor posición, ya fuera en la salud, la jerarquía social o la situación económica:

La más sencilla observación muestra que en todos los contrastes notables que se manifiestan en el destino y en la situación de dos hombres, tanto en lo que se refiere a su salud y a su situación económica o social como en cualquier otro respecto, y por evidente que sea el motivo puramente “accidental” de la diferencia, el que está mejor situado siente la urgente necesidad de considerar como “legítima” su posición privilegiada, de considerar su propia situación como resultado de un “mérito” y la ajena como producto de una “culpa”.Max Weber. Economía y sociedad, 1921